# Guarplant
De guarplant, guarstruik of guarboon (Cyamopsis tetragonoloba) is een eenjarige plant die vooral wordt gekweekt in Pakistan en in India, waar de teelt zich concentreert rond Jaipur in Rajastan.
Van de plant worden vooral de zaden gebruikt, die als groene bonen worden gegeten. Ook wordt guar gebruikt als veevoer en als meststof.
De zaden van de guar bevatten het polysacharide guargom. De zaden worden gemalen tot guarpitmeel dat wordt toegepast in de levensmiddelenindustrie.
Guar is een belangrijke hulpstof bij fracking, een technologie om olie en gas te onttrekken aan diep in de aarde gelegen lagen schalie.